# جولیت اندرسون
جولیت اندرسون (انگلیسی: Juliet Anderson؛ زاده ۲۳ ژوئیهٔ ۱۹۳۸ درگذشته ۱۱ ژانویهٔ ۲۰۱۰) مشهور به عمه خوکه بازیگر پورنوگرافی اهل ایالات متحده آمریکا بود.
او که در سن بالا (سی و نه سالگی) به عرصه فیلم‌های بزرگسالان پیوسته بود خیلی سریع به محبوبیت رسید و با بازی در بیش از ۷۰ فیلم (با عنوان عمه خوکه) به یکی از هنرمندان تراز اول عصر طلایی پورن تبدیل شد. عمه خوکه زنی بوالهوس و سیری‌ناپذیر بود که از آمیزش و زندگی بسیار لذت می‌برد.